# 仙台市立八乙女中学校
仙台市立八乙女中学校（せんだいしりつ やおとめちゅうがっこう）は、宮城県仙台市泉区旭丘堤二丁目にある公立中学校。

## 概要
八乙女、黒松、東黒松の団地群が学区である。かつては南光台団地も学区であったが、人口急増に伴い南光台団地内に新設中学校が開校した。
校地に隣接して真美沢公園があって自然環境に恵まれている一方、仙台市地下鉄南北線・黒松駅から至近距離にあって利便性もある。当校から徒歩圏にある同線・旭ヶ丘駅周辺には台原森林公園、仙台市科学館、仙台市青年文化センター（日立システムズホール仙台）、仙台市文学館などがある。

## 沿革
- 1971年（昭和46年）
  - 4月1日 - 泉町立八乙女中学校として開校。
  - 11月1日 - 泉市立八乙女中学校に名称変更。
- 1978年（昭和53年）4月 - 泉市立南光台中学校が分離開校。
- 1988年（昭和63年）3月1日 - 仙台市立八乙女中学校に名称変更。

## 学区
仙台市立黒松小学校、仙台市立八乙女小学校校区

## 部活動
- 運動部
  - 野球、バスケットボール、バレーボール、サッカー、ソフトボール、バドミントン、卓球、ソフトテニス、陸上、剣道、水泳
- 文化部
  - 吹奏楽、総合・伝統文化、美術、合唱、パソコン科学

## 主な卒業生
- 遊佐未森（歌手）
- 伊達みきお（お笑いコンビ「サンドウィッチマン」のメンバー）
- 香川真司（サッカー選手）

## アクセス
- 仙台市地下鉄南北線・黒松駅より裏門まで徒歩4分

県道仙台泉線の北根3丁目交差点から東に市道鶴ケ谷荒巻青葉山線を進むと台原森林公園上空を通る森林公園大橋の先の左側（北側）に当校があるが、同市道は当校付近で陸橋になっている。徒歩の場合は陸橋と当校との間の階段を使用すれば至れるが、車の場合は旧道に迂回して市道八乙女中学校前線で至る必要がある。